# 아산 성웅 이순신 축제
아산 성웅 이순신 축제는 이순신 장군의 탄생일인 4월 28일 전후에 충청남도 아산시에서 열리는 축제이다.

## 개요
1961년부터 매년 개최됐다. 2013년 4월에는 제52회 축제가 열렸다. 현충사 본전에서 열리는 다례행제와 온양온천시장 상인회 공연, 온궁시식행사 등이 열린다.